# Mihály Pollack
Mihály Pollack (ur. 30 sierpnia 1773, Wiedeń; zm. 5 stycznia 1855, Peszt) – węgierski architekt. Był przedstawicielem klasycyzmu, studiował w Wiedniu i Mediolanie. Od 1799 działał w Budapeszcie, gdzie zbudował m.in. liceum Ludwika (1829–1835, obecnie akademia wojskowa) i swoje główne dzieło – gmach Muzeum Narodowego (1837–1847). Budował także inne pałace w Budapeszcie i na prowincji.